# Superman: Doomsday - Il giorno del giudizio
Superman: Doomsday - Il giorno del giudizio (Superman: Doomsday) è un film d'animazione direct-to-video del 2007 diretto da Bruce Timm, Lauren Montgomery e Brandon Vietti. Libero adattamento del crossover a fumetti La morte di Superman, è il primo film d'animazione direct-to-video della linea DC Universe Animated Original Movies, prodotta dalla Warner Bros. Animation. L'animazione del film fu realizzata dallo studio sudcoreano Lotto Animation. Il film fu proiettato in anteprima al San Diego Comic-Con International il 26 luglio 2007 e distribuito il 18 settembre.

## Trama
Superman e Lois Lane hanno una relazione sentimentale, ma Lois non è contenta che lui non le riveli la sua identità segreta. Durante gli scavi, gli operai della LexCorp dissotterrano l'astronave di Doomsday, un supersoldato geneticamente modificato, estremamente ostile a qualsiasi forma di vita incontri. Massacra la squadra di scavo e scatena la sua furia su Metropolis, uccidendo animali e umani a vista. Quando Doomsday raggiunge Metropolis, decima l'esercito fino all'arrivo di Superman. Superman e Doomsday si scontrano in una feroce battaglia per tutta Metropolis, con Superman che viene brutalmente malmenato ma alla fine vince. Tuttavia, la vittoria è di breve durata: Superman muore tra le braccia di Lois.
Lex Luthor uccide Mercy Graves, la sua assistente personale, per assicurarsi che nessun altro venga a conoscenza del coinvolgimento della LexCorp nella liberazione di Doomsday. Il mondo piange Superman e Metropolis lo onora con un memoriale. Gli amici di Superman affrontano la sua morte in vari modi. Jimmy Olsen trova lavoro presso il quotidiano scandalistico The National Voyeur, Perry White diventa alcolizzato e Lois, avendo capito che Clark era Superman, va da Martha Kent per un consulto. In assenza di Superman, Metropolis è invasa dai criminali. Il Giocattolaio usa un gigantesco ragno meccanico per tenere in ostaggio i bambini. Lois decide di salvarli lei stessa, ma il Giocattolaio cerca di uccidere lei e una bambina. Superman esce dalla sua tomba e salva Lois e la bambina, catturando il Giocattolaio. Non sembra più lo stesso, ma Lois lo liquida come uno shock. Si insospettisce, tuttavia, quando Martha le dice che Clark non ha chiamato a casa.
Il Superman risorto si rivela essere un clone creato da Luthor che conserva il corpo del vero Superman in una provetta, ignaro del fatto che Superman sia, a malapena, ancora vivo. Tortura periodicamente il Superman clone in una speciale stanza rivestita di piombo. Un robot della Fortezza della Solitudine scopre che Superman è ancora vivo, recupera il suo corpo e inizia a curarlo. Nel frattempo, l'atteggiamento del clone si incupisce quando scopre che il Giocattolaio ha ucciso un bambino. Per rappresaglia, il clone rapisce il criminale e lo uccide davanti alla stazione di polizia. La città è sbalordita e il clone minaccia la popolazione affinché rispetti la legge. Questo convince Lois e Martha che quello non è il vero Superman.
Lex rimprovera il clone, gli ordina di trovare il cadavere di Superman e minaccia di ucciderlo se si comporta di nuovo male. Il clone deduce che una pallina di kryptonite con scudo di piombo si trova nel suo cervello e la rimuove. Lois tranquillizza Luthor e cerca nei suoi archivi con Jimmy, scoprendo che Luthor sta clonando un esercito di Superman. Lex si risveglia armato di pistola, ma il clone originale salva Lois e Jimmy, distruggendo la struttura di clonazione e i cloni ancora da risvegliare. Luthor spera di tendere un'imboscata al clone in una stanza antipanico, ma il clone lo chiude semplicemente dentro e getta l'intera stanza in strada. Quest'ultimo presunto omicidio innesca un'azione militare che fallisce.
Superman viene rianimato e decide di affrontare il clone, sebbene i suoi poteri non siano completamente ripristinati. Per aumentare le sue probabilità di successo, indossa una "tuta solare" e porta con sé una pistola alla kryptonite. I due combattono e Lois riesce a colpire il clone con un colpo di kryptonite. Il clone distrugge la pistola, ma il contenitore di kryptonite si attacca al petto del clone e Superman lo vaporizza con la sua vista termica. Prima di morire, il clone ordina a Superman di proteggere la gente. Lois è sicura del vero Superman dopo che lui la bacia, e la folla è altrettanto felice ora che sa che il vero Superman è vivo. Nell'appartamento di Lois, Superman rivela di essere Clark Kent, e Lois lo abbraccia con esultanza. Alla LexCorp, Lex si rivela gravemente ferito, ma ancora vivo. Sorride, riflettendo che potrebbe ancora avere un modo per distruggere Superman.

## Personaggi e doppiatori
| Personaggio           | Doppiatore originale | Doppiatore italiano |
| --------------------- | -------------------- | ------------------- |
| Superman / Clark Kent | Tim Daly             | Christian Iansante  |
| Lois Lane             | Anne Heche           | Georgia Lepore      |
| Lex Luthor            | James Marsters       | Alessio Cigliano    |
| Giocattolaio          | John DiMaggio        |                     |
| Robot                 | Tom Kenny            |                     |
| Martha Kent           | Swoosie Kurtz        |                     |
| Mercy Graves          | Cree Summer          |                     |
| Perry White           | Ray Wise             | Bruno Alessandro    |
| Jimmy Olsen           | Adam Wylie           | Davide Perino       |

## Colonna sonora
La colonna sonora di Superman: Doomsday - Il giorno del giudizio, composta da Robert J. Kral, fu pubblicata il 26 ottobre 2007 dalla La-La Land Records.

### Tracce
1. Superman Doomsday Main Title – 2:05
2. Fortress of Solitude – 1:33
3. Alien – 2:25
4. Killing the Hick – 0:52
5. Doomsday Rising – 2:11
6. Superman vs Doomsday – 1:49
7. Doomsday Battle – 2:11
8. Superman's Sacrifice – 2:38
9. The Death of Superman – 2:07
10. Lois & Martha – 0:48
11. Toy Man Attacks – 2:28
12. Return of the Hero – 2:22
13. Superman Clone – 3:16
14. Heartbeat – 0:43
15. Relocated – 1:13
16. Lois Was Right – 0:37
17. Cat Rescue – 1:42
18. A Safe Superman – 1:47
19. Lois' Plan – 2:21
20. Clone Discovery – 1:30
21. Luthor's Fate – 0:32
22. Superman's Return – 2:27
23. Superman vs. Superclone – 4:56
24. Superman's Victory – 4:23
25. Smallville Elementary – 1:03
26. Superman: Doomsday End Titles – 2:58

Durata totale: 52:57

## Distribuzione

### Edizioni home video
Superman: Doomsday fu distribuito in DVD-Video e Blu-ray Disc in America del Nord il 18 settembre 2007 dalla Warner Home Video.
Un anno dopo fu pubblicata un'edizione speciale DVD a due dischi. I contenuti speciali includevano una retrospettiva sulla nascita del fumetto La morte di Superman, uno sguardo ai doppiatori e un gioco "Sconfiggi Doomsday" con un'anteprima di 10 minuti del successivo film d'animazione Justice League: The New Frontier.
Il 25 novembre 2008 Warner Home Video pubblicò una nuova "Edizione Speciale" in Blu-ray e DVD, con nuovi contenuti extra.

### Edizione italiana
L'edizione italiana del film, a cura di Alberto Porto, fu distribuita sulla piattaforma on demand Premium Net TV di Mediaset Premium  nella primavera del 2011. Il doppiaggio fu eseguito dalla SEDIF presso la PCM Audio e diretto da Francesca Guadagno su dialoghi di Veronica Cacciatore.

## Accoglienza

### Vendite
La classifica dei 100 DVD più venduti dal 18 al 23 settembre 2007 rivelò che il film si era piazzato al quarto posto, due posizioni prima dell'uscita della sesta stagione di Smallville, una serie televisiva legata a Superman. Variety pubblicò un rapporto tre mesi dopo l'uscita del DVD sulla grande popolarità dei film direct-to-video, e rivelò che il DVD aveva venduto 600.000 copie, il 30% in più rispetto alle previsioni dello studio. Superman: Doomsday è il film più venduto della serie DC Universe Animated Original Movies, con oltre 680.000 copie vendute, per un incasso di oltre 10 milioni di dollari.

### Critica
Il film ha ricevuto recensioni contrastanti dalla critica. Il sito Rotten Tomatoes ha raccolto sette recensioni di cui quattro positive.